# Parathelypteris angustifrons
Parathelypteris angustifrons là một loài thực vật có mạch trong họ Thelypteridaceae. Loài này được (Miq.) Ching mô tả khoa học đầu tiên năm 1963.